# Jennings Lake
Jennings Lake är en sjö i Antarktis. Den ligger i Östantarktis. Australien gör anspråk på området. Jennings Lake ligger 26 meter över havet. Arean är 1,5 kvadratkilometer. Den sträcker sig 2,6 kilometer i nord-sydlig riktning, och 2,3 kilometer i öst-västlig riktning.